# عزمارین
عزمارین (به عربی: عزمارین) یک روستا در سوریه است که در استان ادلب واقع شده‌است. عزمارین ۳٬۷۲۰ نفر جمعیت دارد.